# Epicarmo
Epicarmo (Ἐπίχαρμος, Epíkharmos, Cós, ca. 540 a.C. – Siracusa, 450 a.C.) foi um poeta e dramaturgo grego.
"Considerado o primeiro poeta, entre os antigos, a dar unidade artística à comédia."